# Соловей, Николай Васильевич
Николай Васильевич Соловей (5 марта 1920, село Ротово, Эстония — 25 мая 2006, Кохтла-Ярве, Эстония) — эстонский культурный и общественно-политический деятель, председатель Союза славянских просветительских и благотворительных обществ Эстонии с 1988 по 2006 год, организатор фестивалей русской песни в Эстонии «Славянский венок», член-корреспондент Российской Академии Гуманитарных Наук, старейший депутат Таллинского горсобрания.

## Биография

### Детство и юность
Родители Николая, отец Василий Захарович Соловей и мать Екатерина Владимировна, были воцерковленными православными прихожанами в Печорском крае. Отец работал псаломщиком и регентом хора в церкви в селе Кашино. Семья жила под воздействием веяний Союза Просветительских и Благотворительных обществ в Эстонии, здесь всегда собирались талантливые люди, исполнявшие церковные и светские песни. Кроме того, отец был председателем Ротовского культурно-просветительского общества, и в жизни его общества и хора мальчик принимал некоторое участие.
После окончания Ротовской начальной школы Н. Соловей был отдан в Петсерскую русскую гимназию. Жить его определили в Печорский монастырь, обязав на каждой вечерне петь в монашеском хоре. Через некоторое время усердный гимназист был замечен настоятелем монастыря архиепископом Николаем Лейсманом и взят келейником. У архиепископа, человека тоже музыкального, он прошел свои первые «университеты». Одновременно ходил на концерты, посещал дом русского просвещения, иногда и сам выступал. После окончания гимназии поступил в Печерскую духовную семинарию, которую окончил весной 1939 года. Учась ещё втором курсе семинарии, работал регентом церковного хора в селе Тайлово (4 километра от Печор).
Николай Соловей в качестве хориста был участником первого русского певческого праздника в Нарве в 1937 году. Весной 1938 года, когда дирижёр смешанного хора «Ручеек» нескольких деревень Ротовской волости вынужден был уехать, 18-летнего Н. Соловья пригласили возглавить хор. Оказавшись в среде дирижеров, он начал готовить коллектив для участия в русском певческом празднике, постоянно находился на совещаниях и методических семинарах дирижёров. Таким образом, в русском певческом празднике в Печорах 1939 году Николай участвовал в качестве дирижёра хора.

### Служба в армии
В ноябре 1940 года Н. Соловей поступил в Таллинское военно-пехотное училище. В начале войны в составе этого училища участвовал в наведении порядка в городе Таллине, нес патрульную службу, затем в августе 1941 года был эвакуирован в Тюмень. В начале 1942 года Соловей был выпущен лейтенантом и отправлен воевать на фронт. В действующей армии находился до конца войны. (После войны Н. В. Соловей некоторое время возглавлял Совет ветеранов войны республики).
В послевоенное время продолжил службу в Советской Армии, в 1956 году окончил Военную Академию имени М. В. Фрунзе. Уволился в запас в звании полковника.

### Культурная деятельность
В 1988 году Н. В. Соловей организовал Союз славянских и просветительских обществ Эстонии. Занимаясь культурной и общественно-политической деятельностью, он не мог спокойно смотреть на то, когда в 1990 году на эстонском певческом празднике прозвучала всего одна песня на русском языке «Березка» на слова С. Есенина, а русский песенный блок решено было с того времени вообще не проводить. Н. В. Соловей серьёзно задумался над вопросом: «Быть или не быть Славянским певческим праздникам в Эстонии?» И в 1991 году по инициативе Союза славянских обществ и его лично в республике после полувекового перерыва состоялся русский певческий праздник «Славянский венок». Тогда в празднике участвовало 1800 человек — певцов, танцоров, музыкантов, а в последующие годы, когда традиция была закреплена, русские певческие праздники стали набирать до 4-х тысяч человек. Русские певческие праздники проводятся в Эстонии и сейчас. Первый после смерти Николая Соловья праздник состоялся в Таллине в марте 2007 года.
«Славянский певческий праздник — уникальное явление. Это крупномасштабное славянское торжество в Эстонии, проводимое с интервалом в два-три года, и его главной целью является сохранение и развитие народной культуры славян, повышение их национального самосознания.
У нас в Эстонии это особенно важно. Ведь что для эстонцев значат национальные певческие праздники? История свидетельствует, что в 1869 году на самом первом певческом празднике в Тарту основная масса эстонского народа осознала, что они являются народом, этносом. Поэтому эстонские певческие праздники являются весомой частью эстонской культуры. Ну а для нас часть нашей культуры — русские певческие праздники.

Должен заметить, что праздников, подобных нашему „Славянскому венку“, нет ни в одной из стран постсоветского пространства. Да и не было никогда.» [Из интервью Н. В. Соловья газете «Молодежь Эстонии»]
Николай Соловей, будучи председателем Общества Славянских культур, занимался не только организацией русских певческих праздников. Так, после 1988 года по его инициативе в Эстонии проводились Дни Славянской письменности. Своей активной работой он возвращал молодежь к истокам истории, организовывал, в частности, празднование 750-летия Невской битвы, добился установления в Таллине памятника Ф. М. Достоевскому. Когда на учёном Совете Российской Академии гуманитарных наук его принимали членом-корреспондентом, в число заслуг ставили восстановление славянских певческих праздников, воссоздание Союза славянских и просветительских обществ и создание памятника Ф. М. Достоевскому.

### Депутат
После 1992 года Николай Соловей проводил и политическую деятельность, будучи в последнее время членом Центристской партии Эстонии. Избирался депутатом в Таллинское городское собрание и был самым старейшим по возрасту членом. Входил в административный Совет Мустамяэского района Таллина, набрав на выборах в органы местного самоуправления в 2005 году 479 голосов. В составе горсобрания избирался заместителем председателя комиссии по культуре.

### Кончина
Скончался 25 мая 2006 года в городе Кохтла-Ярве. Похоронен в Таллине.